# Hemen

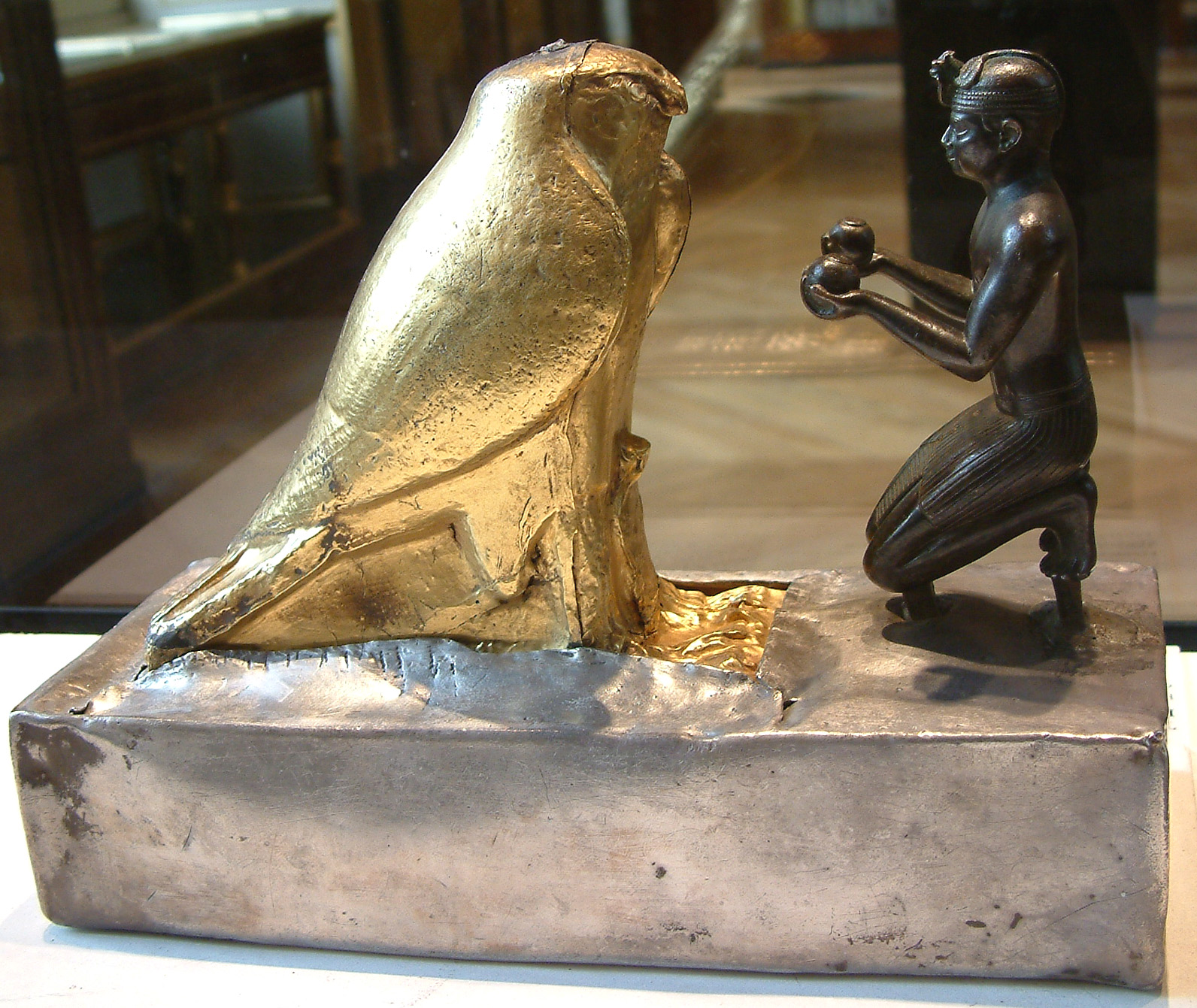
Taharka uctívající Hemena, socha v muzeu Louvre

Hemen byl staroegyptský sokolí bůh, o kterém není známo mnoho informací.
Často byl uctíván sjednocený s Horem, jako například Hor-Hemen pán Asfynisu nebo Horachty-Hemen z hornoegyptského města Hefatu (El Moalla).